# Orazio Filippo Spada
Orazio Filippo Spada (ur. 21 grudnia 1659 w Lukce, zm. 28 czerwca 1724 w Rzymie) – włoski kardynał.

## Życiorys
Urodził się 21 grudnia 1659 roku w Lukce. Studiował w Collegio Romano, a następnie na La Sapienzy, gdzie uzyskał stopień doktora utroque iure. Od 1693 roku był kanonikiem Bazyliki Matki Bożej Większej, a 27 marca 1694 przyjął święcenia kapłańskie. Dwa lata później został internuncjuszem apostolskim w Niderlandach Południowych. 15 września 1698 roku mianowano go arcybiskupem tytularnym Teb, a miesiąc później – nuncjuszem w Królestwie Niemieckim. 7 grudnia przyjął sakrę, będąc jednocześnie asystentem Tronu Papieskiego. Był papieskim reprezentantem negocjującym traktat w Rijswijk, który kończył wojnę dziewięcioletnią. W 1702 roku został specjalnym przedstawicielem na dworze cesarskim, by renegocjować pokój, jednakże z powodu podejrzeń Leopolda Habsburga, że Stolica Piotrowa sprzyjała Królestwu Francji przy okazji wojny o sukcesję hiszpańską, Spada nie osiągnął celu. W grudniu 1703 roku został nuncjuszem w Polsce, a rok później – arcybiskupem ad personam Lukki. 17 maja 1706 roku został kreowany kardynałem prezbiterem i otrzymał kościół tytularny S. Onofrio. W międzyczasie zrezygnował z nuncjatury w Polsce, a na początku 1714 roku został mianowany biskupem Osimo. Zmarł z powodu apopleksji 28 czerwca 1724 roku w Rzymie.